# Christian Krüger (Eishockeyspieler)
Christian Krüger (* 17. September 1983 in Berlin) ist ein deutscher Eishockeytorwart, der seit 2009 beim FASS Berlin in der Regionalliga Ost unter Vertrag steht.

## Karriere
Krüger begann seine Karriere 2000 bei den Berlin Capitals, mit denen er in der Saison 2000/01 in der Deutschen Eishockey Liga aktiv war. Die Verantwortlichen der Capitals setzten den gebürtigen Berliner zudem in deren Nachwuchsmannschaft in der Deutschen Nachwuchsliga ein. Seine ersten DEL-Partien absolvierte Krüger in der folgenden Spielzeit, als er nach einem kurzen Intermezzo bei den Nürnberg Ice Tigers für zwei Ligapartien bei den Capitals in den Play-downs im Tor stand. Der Torhüter kassierte in diesen zwei Spielen durchschnittlich 5,33 Gegentore. Anschließend wurde ein Insolvenzverfahren gegen die Berlin Capitals eingeleitet, die somit auch ihre DEL-Lizenz verloren. Christian Krüger verließ den Verein daraufhin.
Im Sommer 2002 schloss sich der damals 18-jährige dem EV Füssen aus der Oberliga an. Auch in Füssen kam Krüger nie über seine Rolle als Ersatztorwart hinaus. In den zwei Jahren, die er bei den Leopards unter Vertrag stand, trug der Berliner 30-mal das Füssener Trikot. Nachdem er in der folgenden Saison sowohl bei den Bietigheim Steelers, als auch bei den Hamburg Freezers unter Vertrag stand, zog es Krüger zur Spielzeit 2005/06 zu den Schwenninger Wild Wings. Bei den Schwänen war der ehemalige Juniorennationalspieler ebenfalls nur Ersatztorhüter und absolvierte 17 Hauptrundenspiele, in denen er 3,60 Gegentore pro Spiel kassierte, sowie zwei Play-off-Partien, in denen er durchschnittlich 6,31 Mal hinter sich greifen musste.
Es folgte ein erneutes Engagement beim EV Füssen in der Saison 2007/08, für die er bereits zwischen 2002 und 2004 aktiv war, bevor Krüger im Sommer 2008 einen Einjahresvertrag beim Rostocker EC unterschrieb. Diesen Vertrag konnte der mittlerweile 25-jährige, der sich wie bereits zuvor beim EV Füssen auch in Rostock zum Stammtorhüter entwickelt hatte, nicht erfüllen, da ihn das Management der Hannover Scorpions am 15. Dezember 2008 unter Vertrag nahmen.
Zur Saison 2009/10 kehrte Christian Krüger in seine Heimatstadt zurück und spielt dort für die Herrenmannschaft von FASS Berlin.

### International
Im April 2001 wurde Krüger für die deutsche U18-Junioren-Nationalmannschaft nominiert, mit der er im gleichen Jahr an der U-18 WM in Finnland teilnahm. Dort konnte er mit seinem Team das Viertelfinale erreichen, wo die deutschen mit 1:7 gegen die Junioren der Schweiz verloren. Anschließend konnte mit einem 2:1-Sieg gegen die USA der fünfte Platz erreicht werden.

## DEL-Statistik
(Legende zur Torhüterstatistik: GP oder Sp = Spiele insgesamt; W oder S = Siege; L oder N = Niederlagen; T oder U oder OT = Unentschieden oder Overtime- bzw. Shootout-Niederlage; Min. = Minuten; SOG oder SaT = Schüsse aufs Tor; GA oder GT = Gegentore; SO = Shutouts; GAA oder GTS = Gegentorschnitt; Sv% oder SVS% = Fangquote; EN = Empty Net Goal; 1 Play-downs/Relegation; Kursiv: Statistik nicht vollständig)